# Joaquim Nin-Culmell
Joaquim Nin-Culmell (Berlín, 5 de setembre de 1908 - Oakland, Califòrnia, 14 de gener de 2004) fou un compositor nacionalitzat estatunidenc amb orígens catalans (sempre declarà que es considerava català).

## Biografia
Fill del compositor Joaquim Nin i Castellanos i de la cantant d'òpera francodanesa Rosa Culmell, i germà de l'escriptora Anaïs Nin.
De la seva producció, de caràcter impressionista, destaquen el Concert per a piano i orquestra en do major (1946), Canciones tradicionales cubanas (1952), Diferencias sobre un tema de Gaspar Sanz (1953), Sis variacions sobre un tema de Lluís de Milà, per a guitarra (1954), 12 cançons populars de Catalunya (1957), 3 tonades mallorquines, el ballet El burlador de Sevilla (1957), l'òpera La Celestina (començada el 1965, estrenada el 2008), i l'obra orquestral Diferencias (1962).
Una part del fons de Joaquim Nin-Culmell es conserva a la Biblioteca de Catalunya. Les composicions hològrafes i la resta de la seva biblioteca es conserven a la Universitat de Califòrnia, Berkeley.